# Chiguata
Chiguata es una localidad peruana ubicada en el Distrito de Chiguata, en la provincia de Arequipa, región Arequipa. Es asimismo capital del distrito de Chiguata. Se encuentra a una altitud de 2970 m s. n. m. y a 20 kilómetros de Arequipa.
El pueblo conserva un interesante edificio, la Iglesia Parroquial del Espíritu Santo, fundado por monjes dominicos en el siglo XVI.  Es un sólido edificio en sillería, en cuyo interior destaca una hermosa cúpula decorada con altorrelieves.
La zona alberga matorral montano, pajonal de puna y especies de cactáceas. También crece la Polylepis. La actividad económica es el pastoreo y agricultura. Habita las especies de aves Conirostrum tamarugense, Oreomanes fraseri y Schizoeaca helleri y se registra los mamíferos Puma concolor e Hippocamelus antisensis.

## Clima
El clima se caracteriza por ser extremadamente seco.
| Parámetros climáticos promedio de Chiguata | Parámetros climáticos promedio de Chiguata | Parámetros climáticos promedio de Chiguata | Parámetros climáticos promedio de Chiguata | Parámetros climáticos promedio de Chiguata | Parámetros climáticos promedio de Chiguata | Parámetros climáticos promedio de Chiguata | Parámetros climáticos promedio de Chiguata | Parámetros climáticos promedio de Chiguata | Parámetros climáticos promedio de Chiguata | Parámetros climáticos promedio de Chiguata | Parámetros climáticos promedio de Chiguata | Parámetros climáticos promedio de Chiguata | Parámetros climáticos promedio de Chiguata |
| Mes                                        | Ene.                                       | Feb.                                       | Mar.                                       | Abr.                                       | May.                                       | Jun.                                       | Jul.                                       | Ago.                                       | Sep.                                       | Oct.                                       | Nov.                                       | Dic.                                       | Anual                                      |
| ------------------------------------------ | ------------------------------------------ | ------------------------------------------ | ------------------------------------------ | ------------------------------------------ | ------------------------------------------ | ------------------------------------------ | ------------------------------------------ | ------------------------------------------ | ------------------------------------------ | ------------------------------------------ | ------------------------------------------ | ------------------------------------------ | ------------------------------------------ |
| Temp. media (°C)                           | 13.2                                       | 13.3                                       | 13                                         | 12.5                                       | 11.5                                       | 10.8                                       | 10.2                                       | 10.7                                       | 11.9                                       | 12.4                                       | 12.6                                       | 13.2                                       | 12.1                                       |
| Temp. mín. media (°C)                      | 6.1                                        | 6.3                                        | 6                                          | 4.7                                        | 3.1                                        | 2                                          | 0.9                                        | 1.4                                        | 3                                          | 3.4                                        | 3.8                                        | 5.1                                        | 3.8                                        |
| Fuente: climate-data.org                   |                                            |                                            |                                            |                                            |                                            |                                            |                                            |                                            |                                            |                                            |                                            |                                            |                                            |